# Lange Straße (Grimmen)

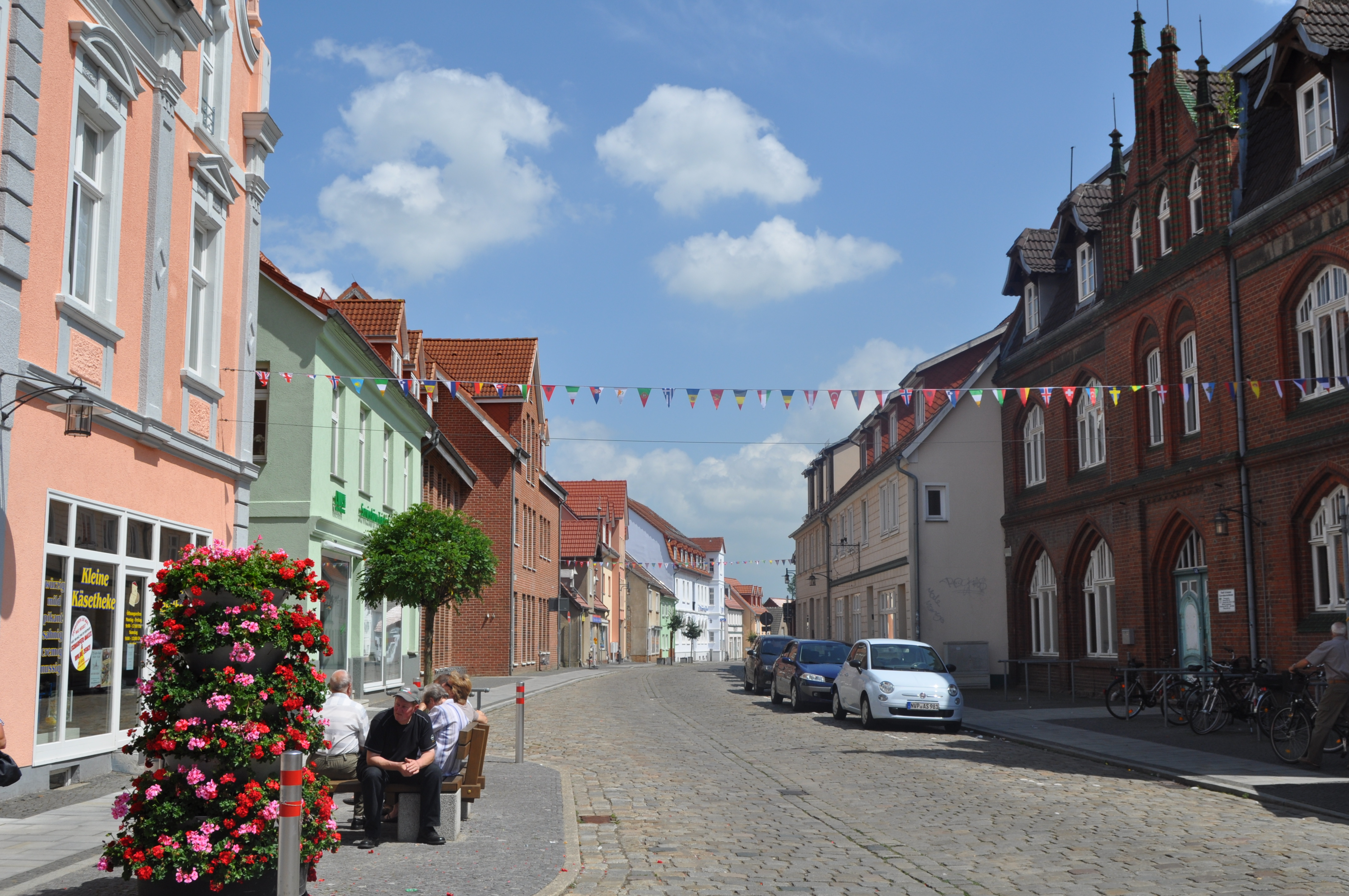

Die Lange Straße in Grimmen (Mecklenburg-Vorpommern) ist eine historische Straße, die zentral das Stadtzentrum erschließt und von Westen nach Osten vom Markt bis zum Greifswalder Tor und zur Greifswalder Straße sowie über die Landesstraße 20 nach Greifswald führt.

## Geschichte

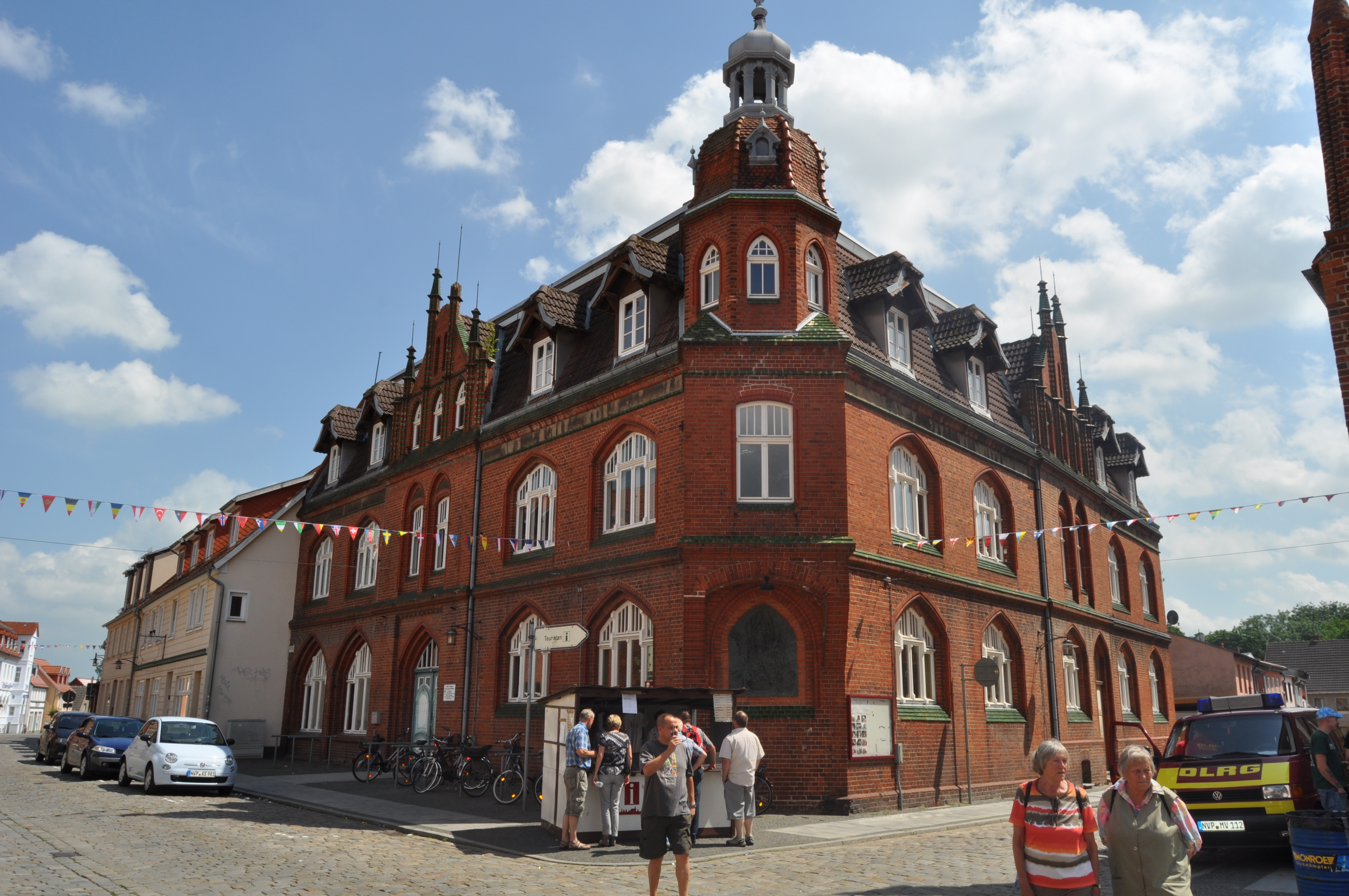
Nr. 48

Grimmen mit 9489 Einwohnern (2019) wurde 1267 erstmals erwähnt und erhielt um 1287 das Lübische Stadtrecht. Die Stadt wurde planmäßig mit einem rasterförmigen Straßennetz angelegt mit der mittigen Langen Straße und dem Markt. Die Lange Straße mündet vor dem Greifswalder Tor in eine Freifläche auf der früher eine, mittlerweile abgerissene, Kapelle stand.
Die Straße wurde Anfang der 2000er Jahre im Rahmen der Städtebauförderung saniert.

## Gebäude (Auswahl)

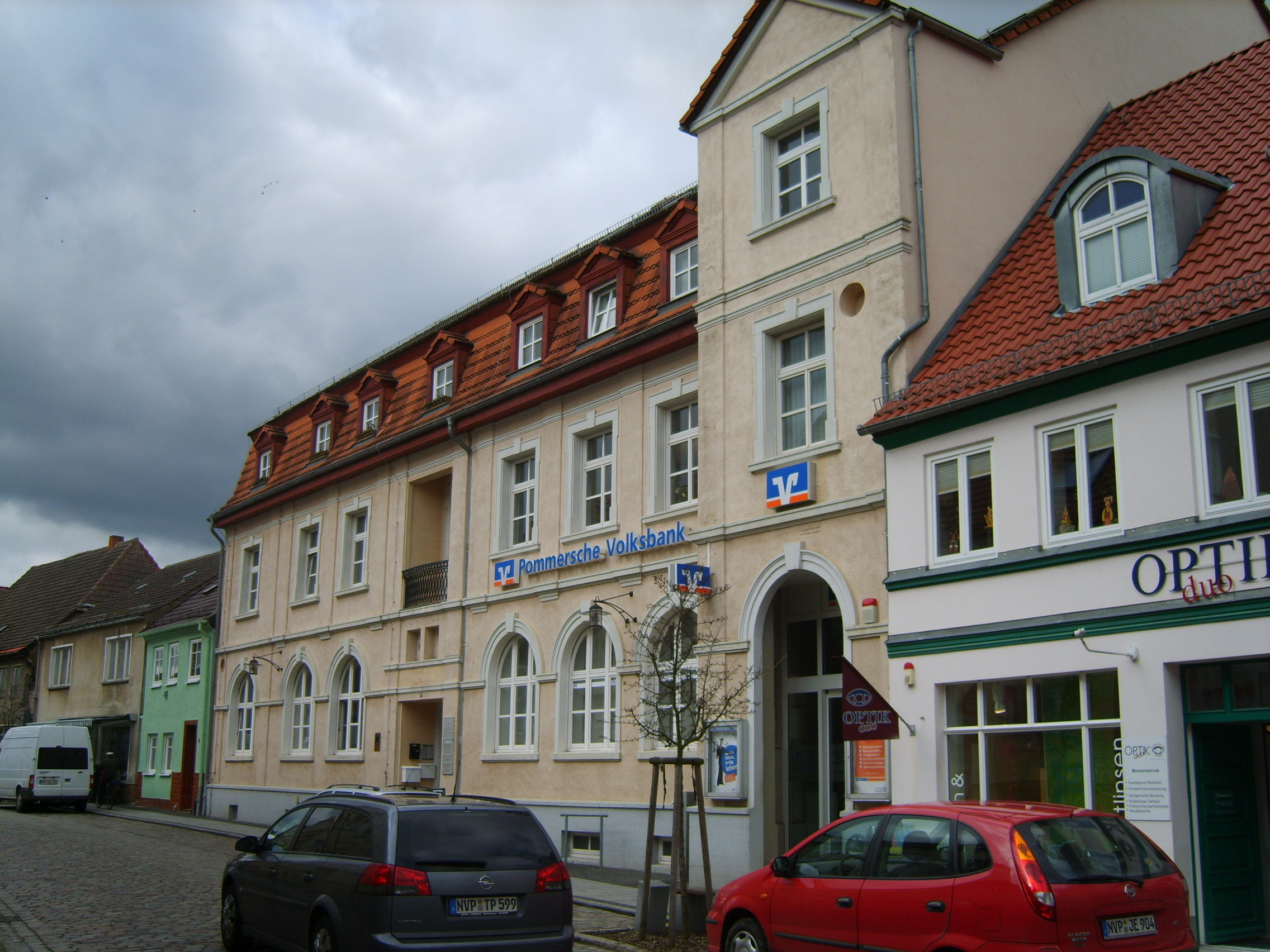
Nr. 9

Die mit D gekennzeichneten Gebäude stehen unter Denkmalschutz.
- Markt Nr. 1: Gotisches Rathaus Grimmen, 2-gesch. Backsteinbau von um 1400 (D); um 1997 und 2008 saniert
- Nr. 1: 2-gesch. Wohn- und Geschäftshaus, Eckhaus (D)
- Nr. 2: 2-gesch. Wohn- und Geschäftshaus; saniert in den 1990er Jahren
- Nr. 5: 2-gesch. Wohn- und Geschäftshaus; Eckhaus, saniert in den 1990er Jahren
- Nr. 9: 2-gesch. 7-achsiges Wohn- und Geschäftshaus mit Mansarddach (D) mit Pommersche Volksbank eG, Geschäftsstelle Grimmen
- Nr. 11: 2-gesch. Wohn- und Geschäftshaus; saniert in den 1990er Jahren
- Nr. 12: 2-gesch. Wohn- und Geschäftshaus als Fachwerkbau; saniert in den 1990er Jahren
- Nr. 18: 2-gesch. Wohn- und Geschäftshaus; saniert in den 1990er Jahren
- Nr. 19: 2-gesch. Wohn- und Geschäftshaus; saniert in den 2000er Jahren
- Nr. 20: 2-gesch. Wohn- und Geschäftshaus; saniert in den 1990er Jahren
- Nr. 21a: Wasserturm von 1934 (D), Höhe 32,5 m; heute: unten Stadtinformation Grimmen, Trauzimmer im 4. OG und oben Versammlungsraum
  - Holzdrachen-Skulptur vor dem Turm
- Nr. 32/33: 2-gesch. Wohn- und Geschäftshaus als Fachwerkhaus; saniert in den 1990er Jahren[3]
- Nr. 34/35: 2-gesch. Wohn- und Geschäftshaus mit Foto Kraehmer seit 1905
- Nr. 40: 2-gesch. Wohn- und Geschäftshaus; saniert in den 2000er Jahren
- Nr. 41: 2-gesch. Haus mit Kanzlei (D); saniert in den 1990er Jahren
- Nr. 42: 2-gesch. Wohn- und Geschäftshaus (D), früher Mecklenburger Hof
- Nr. 43: 2-gesch. Wohnhaus (D); saniert in den 1990er Jahren
- Nr. 44: 2-gesch. Wohn- und Geschäftshaus mit Restaurant; saniert in den 1990er Jahren
- Nr. 45: 2-gesch. verklinkertes Wohn- und Geschäftshaus mit Stadtbäckerei und Café
- Nr. 46: 2-gesch. Geschäftshaus (D)
- Nr. 47: 2-gesch. Wohnhaus (D); saniert in den 1990er Jahren
- Nr. 48: 2-gesch. verklinkertes Haus aus der Gründerzeit (D) mit 3-gesch. Ecktürmchen mit achteckiger Glockenhaube und Laterne sowie zwei Giebelrisaliten, ehemalige Drogerie und Ratskeller; heute Verwaltungsgebäude der Stadtverwaltung, 2006: mit Relief zum letzten Hexenprozess gegen Anna Kröger von 1697
- 4-gesch. backsteingotisches Greifswalder Tor (D), früher Loitzer Tor, aus der zweiten Hälfte des 14. Jahrhunderts, 1980 umfassend saniert.

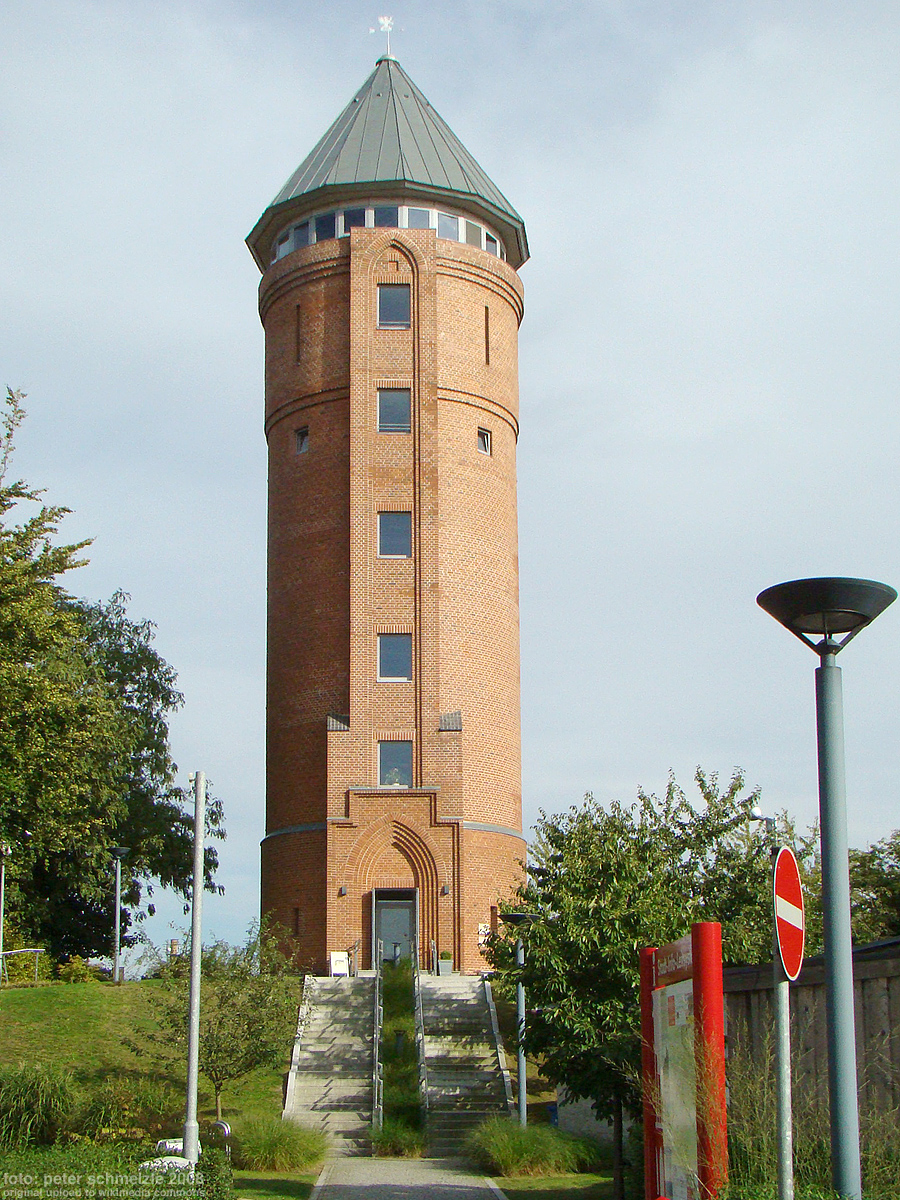
Wasserturm
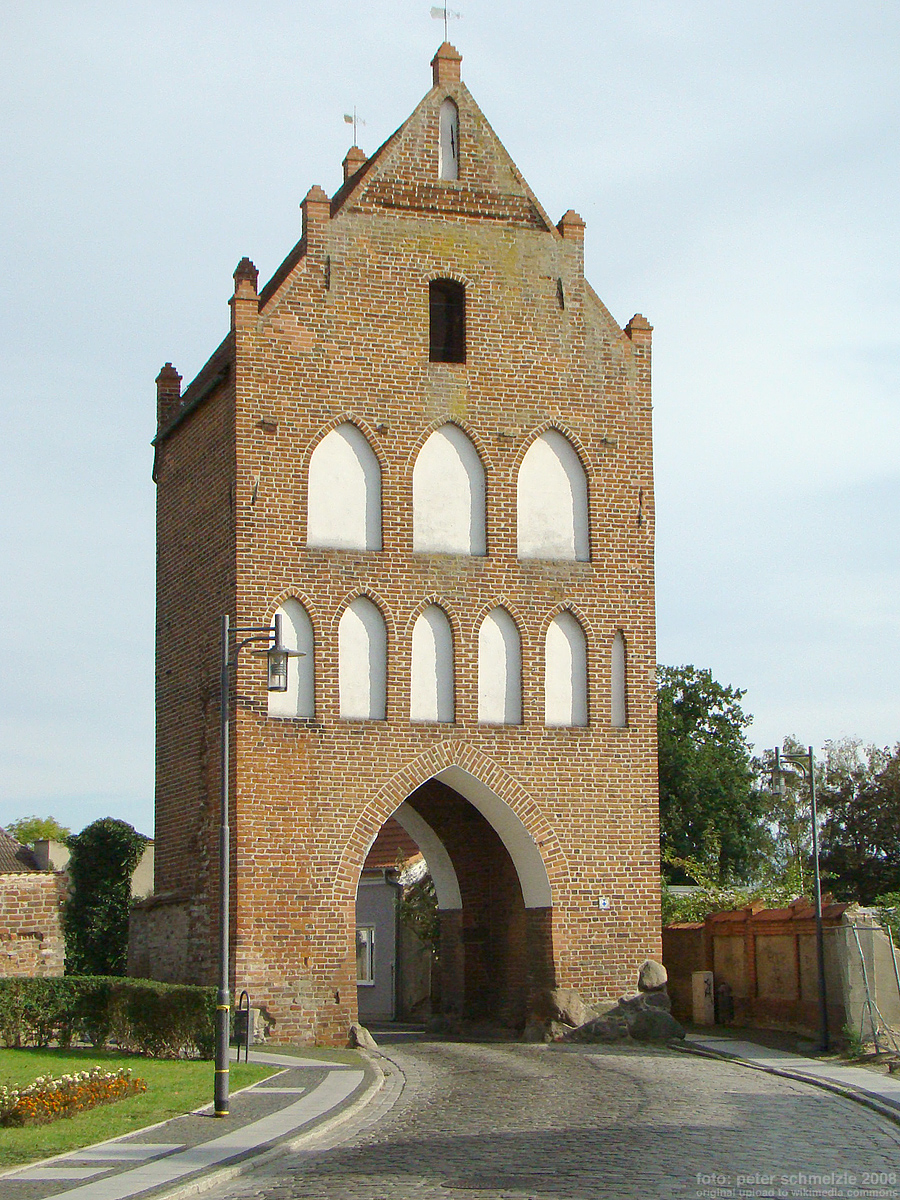
Greifswalder Tor
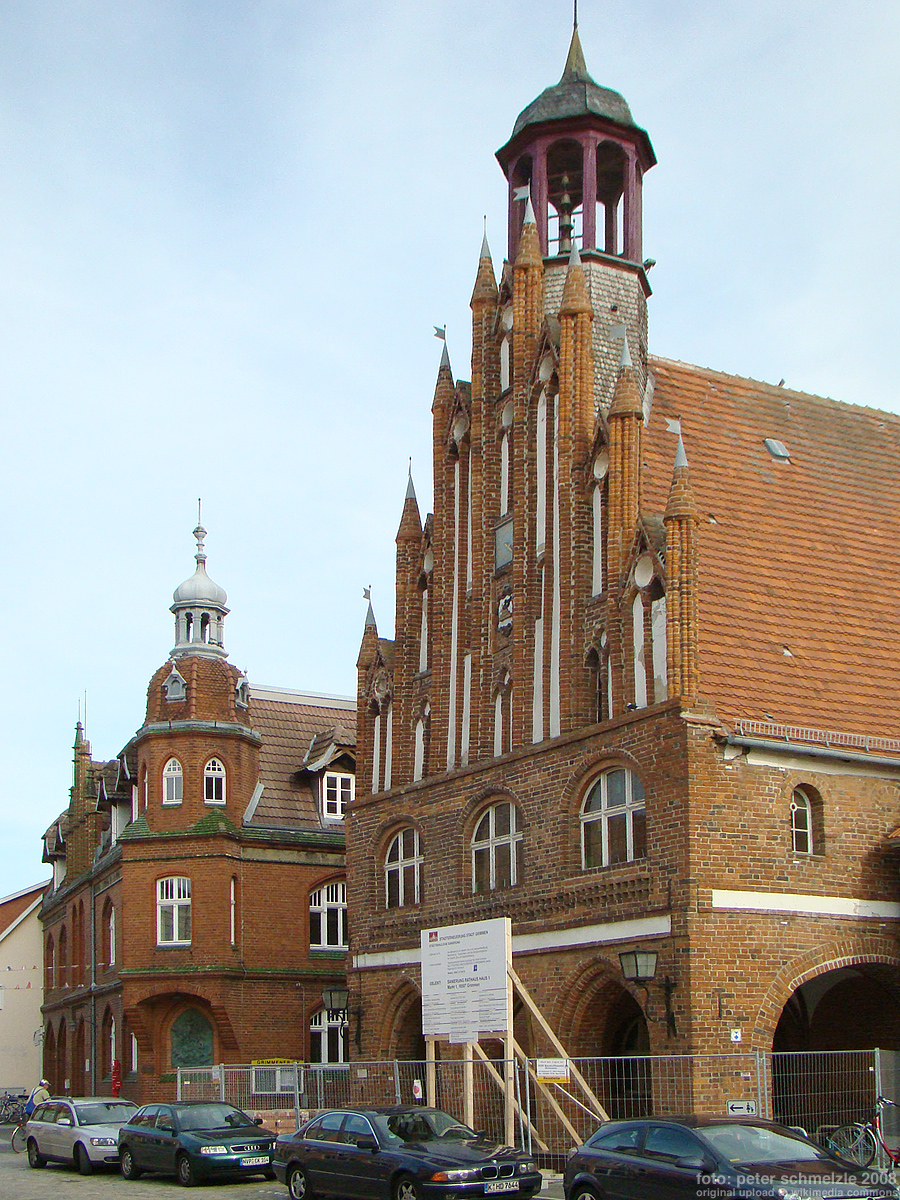
Rathaus und Nr. 48
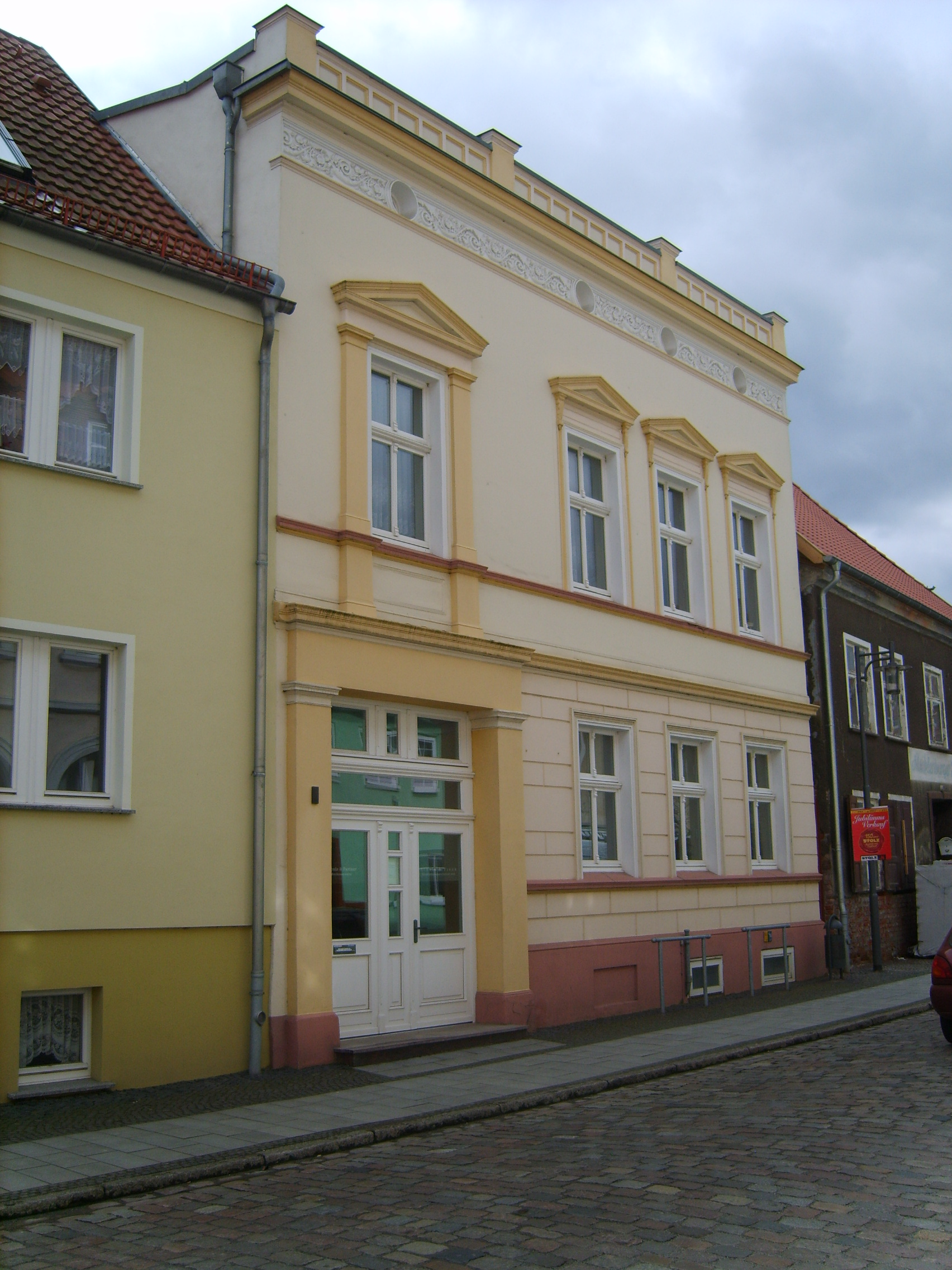
Nr. 41